# Rachel Carson
Rachel Carson (ur. 27 maja 1907 w Springdale, zm. 14 kwietnia 1964 w Silver Spring) – amerykańska biolożka, autorka książek popularnonaukowych.
Tytuł magistra zoologii uzyskała na Uniwersytecie Johnsa Hopkinsa. Pierwszą pracę podjęła w Urzędzie ds. Rybołówstwa, a jej zadaniem było opracowanie liczącego 52 odcinki programu radiowego „Romance Under the Waters”.
W 1937 r. opublikowała artykuł „The Atlantic”, w którym opowiadała o oceanie nie z perspektywy człowieka, a żyjących w nim zwierząt i roślin. Artykuł doprowadził do publikacji jej pierwszej książki „Under the Sea-Wind”.
„Morze wokół nas”, które opublikowała w 1951 r. zdobyło prestiżową National Book Award w dziedzinie literatury popularnonaukowej.
Jej książka Silent Spring zwróciła uwagę społeczeństwa na sprawy ekologii i ochrony środowiska, a także znacząco przyczyniła się do powstania globalnego ruchu ekologicznego. Silent Spring najpierw we fragmentach ukazało się w „The New Yorker”, publikacja książkowa o niszczycielskich skutkach nadużywania pestycydów miała miejsce w 1962.